# Moody Center
El Moody Center es un estadio cubierto multiusos ubicado dentro de la Universidad de Texas en Austin de Austin, Texas. Posee una capacidad máxima de 15.000 personas, siendo reducida a 10.000 en encuentros deportivos.

## Historia
En diciembre de 2018 la Universidad de Texas en Austin y Oak View Group llegaron al acuerdo de construir un estadio de clase mundial dentro del campus en reemplazo del Frank Erwin Center. El 3 de diciembre de 2019 se llevó a cabo la ceremonia de inicio de la construcción, que se ubicaría al sur del estadio Mike A. Myers Stadium. Finalmente fue inaugurado el 20 de abril de 2022 con un concierto de John Mayer.
Pollstar nombró al estadio como la mejor sala de conciertos nueva en Estados Unidos del año 2020.
El estadio fue nombrado en honor a la fundación Moody Foundation, debido a la donación de 130 millones de dólares para el financiamiento del proyecto. No sería la primera vez que la organización apoyaría a la universidad, pero es la mayor hecha en su historial de relación.

## Eventos

### Música
El recinto ha acogido diversos conciertos así como los CMT Music Awards 2023. En la lista debajo puede apreciar algunos artistas que se han presentado.
| Lista de conciertos celebrados en el Moody Center | Lista de conciertos celebrados en el Moody Center | Lista de conciertos celebrados en el Moody Center | Lista de conciertos celebrados en el Moody Center | Lista de conciertos celebrados en el Moody Center |
| Año                                               | Fecha                                             | Artista                                           | Tour                                              | Asistencia                                        |
| ------------------------------------------------- | ------------------------------------------------- | ------------------------------------------------- | ------------------------------------------------- | ------------------------------------------------- |
| 2022                                              | 20 y 21 de abril                                  | John Mayer                                        | Sob Rock Tour                                     | ―                                                 |
| 2022                                              | 27 de abril                                       | Justin Bieber                                     | Justice World Tour                                | 11,716                                            |
| 2022                                              | 25, 26, 28 y 29 de septiembre 2 y 3 de octubre    | Harry Styles                                      | Love on Tour                                      | 86,056                                            |
| 2022                                              | 27 de septiembre                                  | Florence + The Machine                            | Dance Fever Tour                                  | ―                                                 |
| 2022                                              | 4 de octubre                                      | Karol G                                           | Strip Love Tour                                   | ―                                                 |
| 2022                                              | 25 de octubre                                     | Lizzo                                             | The Special Tour                                  | 11,435                                            |
| 2022                                              | 15 de diciembre                                   | Daddy Yankee                                      | La Última Vuelta World Tour                       | 11,061                                            |
| 2023                                              | 28 de febrero                                     | Muse                                              | Will of the People World Tour                     | 10,558                                            |
| 2023                                              | 9 de marzo                                        | SZA                                               | SOS Tour                                          | 11,898                                            |
| 2023                                              | 16 de abril                                       | Rauw Alejandro                                    | Saturno World Tour                                | 11,989                                            |
| 2023                                              | 13 de noviembre                                   | Doja Cat                                          | The Scarlet Tour                                  | 11,433                                            |
| 2024                                              | 28 de febrero                                     | Olivia Rodrigo                                    | Guts World Tour                                   | 12,131                                            |
| 2024                                              | 14 y 15 de abril                                  | Madonna                                           | The Celebration Tour                              | 22,957                                            |
| 2024                                              | 26 y 27 de abril                                  | Bad Bunny                                         | Most Wanted Tour                                  | 27,202                                            |
| 2024                                              | 12 de mayo                                        | Nicki Minaj                                       | Pink Friday 2 World Tour                          | 11,495                                            |
| 2024                                              | 24 de mayo                                        | Melanie Martinez                                  | The Trilogy Tour                                  | 12,196                                            |
| 2024                                              | 25 de mayo                                        | Feid                                              | Ferxxocalipsis World Tour                         | ―                                                 |
| 2024                                              | 31 de mayo 1 de junio                             | Justin Timberlake                                 | Forget Tomorrow World Tour                        | 22,462                                            |
| 2024                                              | 13 de junio                                       | Megan Thee Stallion                               | Hot Girl Summer Tour                              | 12,170                                            |
| 2024                                              | 3 de agosto                                       | Niall Horan                                       | The Show: Live on Tour                            | ―                                                 |
| 2024                                              | 16 de octubre                                     | Chayanne                                          | Bailemos Otra Vez Tour                            | —                                                 |
| 2024                                              | 28 de octubre                                     | Sabrina Carpenter                                 | Short n' Sweet Tour                               | —                                                 |
| 2025                                              | 3 de febrero                                      | Justin Timberlake                                 | Forget Tomorrow World Tour                        | ―                                                 |
| 2025                                              | 15 y 16 de marzo                                  | Tyler, the Creator                                | Chromakopia: The World Tour                       | —                                                 |
| 2025                                              | 17 de abril                                       | Kylie Minogue                                     | Tension Tour                                      | —                                                 |
| 2025                                              | 22 y 23 de abril                                  | Charli XCX                                        | Brat Tour                                         | ―                                                 |
| 2025                                              | 24 de abril                                       | J Balvin                                          | Back to The Rayo Tour                             | ―                                                 |
| 2025                                              | 26 de abril                                       | Linkin Park                                       | From Zero World Tour                              |                                                   |
| 2025                                              | 16 de septiembre                                  | Tate McRae                                        | Miss Possessive Tour                              | ―                                                 |